# Epicauta cyclops
Epicauta cyclops es una especie de coleóptero de la familia Meloidae.

## Distribución geográfica
Habita en África.